# Kliment Voroshílov
El mariscal Kliment Efrémovich Voroshílov (en ruso: Климе́нт Ефре́мович Вороши́лов; Vérjnee,  gobernación de Ekaterinoslav, Imperio ruso —actual Lisichansk, Lugansk, Ucrania—, 23 de enerojul./ 4 de febrero de 1881greg.-Moscú, Unión Soviética, 2 de diciembre de 1969) fue un destacado militar y político soviético de la Era estalinista.

## Primeros años
Fue hijo del ferroviario Efrem Andréyevich Voroshílov (1844-1907) y la jornalera María Vasílievna Agafónova (1857-1919). Con 7 años trabajó como minero. En el periodo 1893-1895 estudió en la escuela nacional de la aldea de Vasílevka (hoy parte de Alchevsk). En 1896 trabajó en la planta metalúrgica Yúrievski (hoy día Alchevski); en 1903, en la fábrica locomotora Hartmann de Lugansk.

## Actividades revolucionarias
En 1903, se unió al Partido Bolchevique, participando durante la Revolución rusa como miembro del Gobierno Provisional de Ucrania, con el cargo de Comisario del Pueblo para los Asuntos Internos. En los años 1908-1917, llevó a cabo trabajos para el partido clandestinamente en Bakú, Petrogrado y Tsaritsyn. Fue detenido varias veces y exiliado.
En noviembre de 1917, en los días de la Revolución de Octubre, Voroshílov era comisario del Comité Revolucionario Militar (Voenrevkom) de Petrogrado (véase Soviet Militar Revolucionario). Junto con Félix Dzerzhinski lideró los esfuerzos para organizar la «Comisión Extraordinaria» (Cheka). A principios de marzo de 1918, Voroshílov organizó el primer partido socialista de Lugansk, y dirigió la defensa de la ciudad de Járkov de las tropas alemanas y austriacas. También preparó y dirigió la defensa de la ciudad de Tsaritsin durante la guerra civil rusa.

## Carrera militar

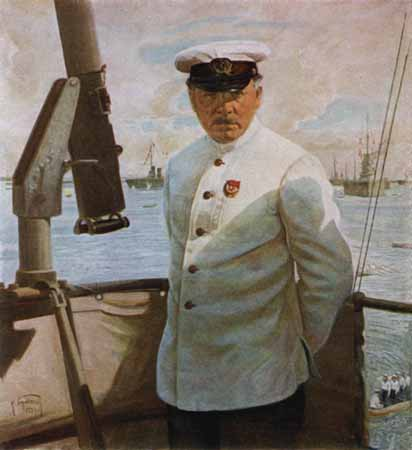
Voroshílov retratado a bordo del Marat por Isaak Brodski (1929)

En 1921, fue elegido miembro del Comité Central del Partido Comunista de la Unión Soviética (PCUS), al que perteneció hasta 1961. Después de la muerte de Mijaíl Frunze en 1925, fue designado "Comisario del pueblo para Asuntos Militares y Navales", además de ser presidente del Soviet Militar Revolucionario (Revvoensoviet) desde noviembre de 1925 hasta junio de 1934. Desde esta posición llegó al Politburó como miembro pleno en 1926, desde donde reforzó su alianza con Stalin, participando en la Gran Purga. Su carrera se vio muy beneficiada con la caída y ejecución del mariscal Mijaíl Tujachevski condenado en el llamado  Caso de la Organización Militar Trotskista Antisoviética. Voroshilov perteneció a la llamada nomenklatura estalinista siendo una figura muy cercana a Stalin junto con Sergó Ordzhonikidze y  Viacheslav Mólotov,  eran de exclusiva confianza del dictador.  Voroshilov y Molotov  aparecen en la mayoría de los filmes de la época junto a Stalin.
En 1937, Stalin lo agasajó con el honor de un crucero clase Kirov botado y bautizado como  crucero ligero Voroshilov.
Desde el puesto de Comisario del Pueblo para la Defensa (1934) y con su grado de mariscal de la Unión Soviética (1935) afianzó su propio poder, lo que le permitió comandar las tropas soviéticas durante la Guerra de Invierno contra Finlandia, entre noviembre de 1939 y enero de 1940. Producto de la poca preparación y la relativa incompetencia de los mandos del Ejército Rojo, recién purgado, sufrió una gran cantidad de pérdidas en vidas humanas. Nikita Jrushchov tenía una opinión particularmente mala de Voroshílov, del que llegó a decir que era "la bolsa de mierda más grande del Ejército". 

### Segunda Guerra Mundial
Una vez iniciada la invasión alemana a la Unión Soviética en junio de 1941, Voroshílov fue designado jefe del Ejército del Norte, donde pese a su valor personal —en un momento dirigió personalmente un contraataque contra los tanques alemanes armado solo de una pistola— no pudo evitar que Leningrado fuera cercada. Fue destinado a la Stavka soviética, sin asumir nuevamente mando de tropas en el frente: Entre 1945 y 1947 se le encomendó supervisar el establecimiento del Gobierno socialista en Hungría. 

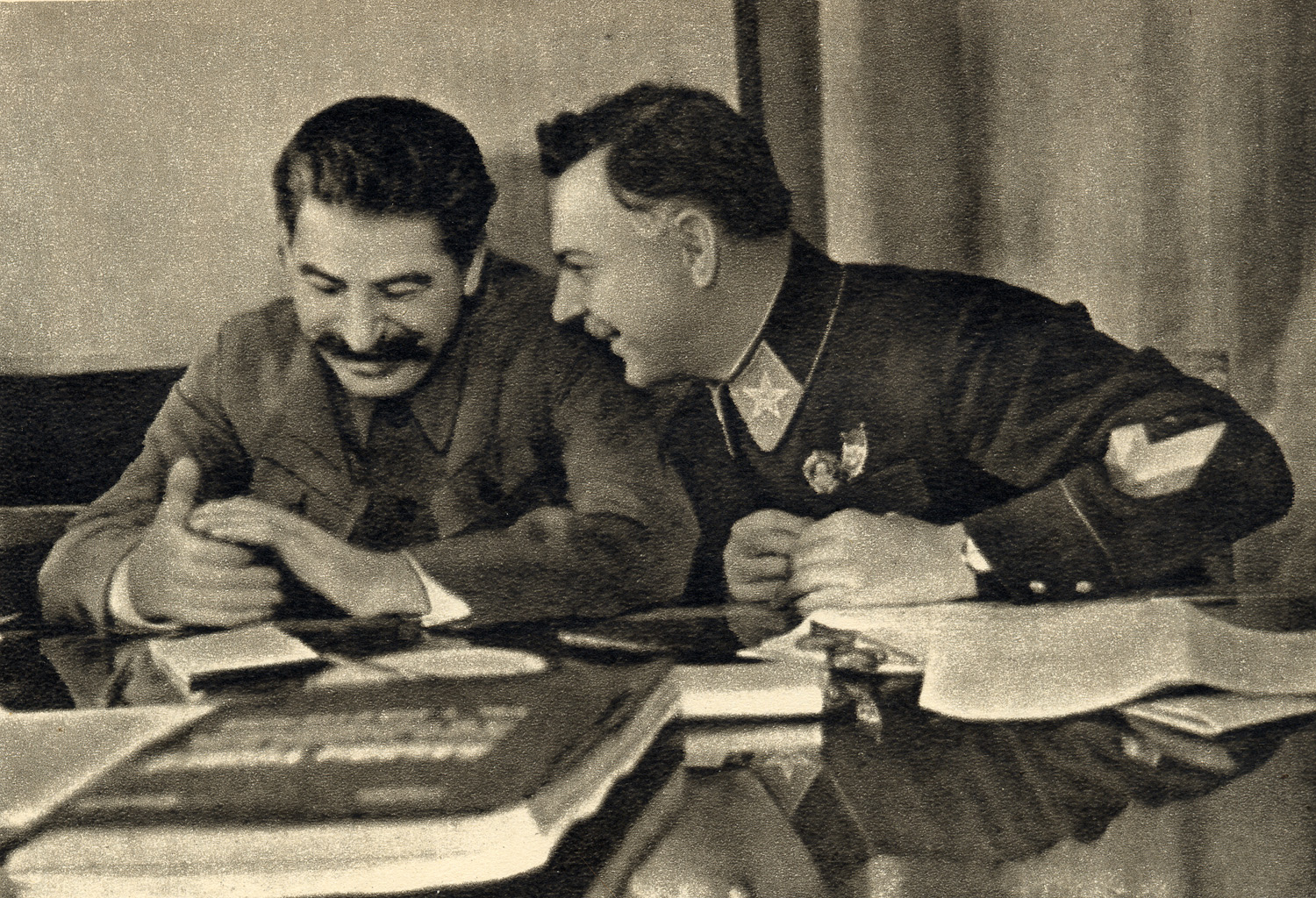
Kliment Voroshílov al lado de Stalin.

En 1952, Voroshílov fue designado como miembro del Presidium del Comité Central del PCUS. La muerte de Stalin trajo consigo grandes cambios en la dirigencia soviética, y en marzo de 1953 fue elegido presidente del Presídium del Sóviet Supremo de la URSS, con Nikita Jrushchov como primer secretario del PCUS y Gueorgui Malenkov como presidente del Consejo de Ministros de la Unión. Este triunvirato les permitió deshacerse de la influencia de Beria una vez muerto Stalin. 
Antes de la denuncia contra el estalinismo en el XX Congreso del PCUS (conocido como el "discurso secreto") en 1956, Voroshílov apoyó durante un tiempo a la facción dura estalinista junto con Malenkov, Kaganóvich y Mólotov (el llamado "Grupo antipartido"), en su intento de sacar a Jrushchov del poder en junio de 1957, antes de cambiar de bando al advertir que las posiciones "continuistas" de Mólotov ya no eran bienvenidas en el PCUS.

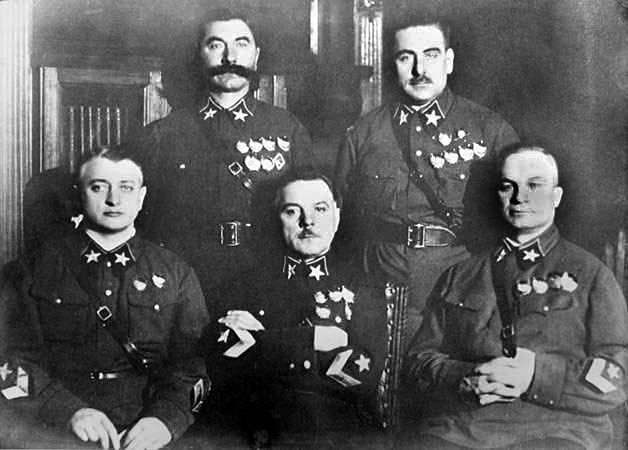
Los cinco primeros mariscales de la URSS en 1935 (de izda. a dcha.): Budionny y Blücher (de pie); Tujachevski, Voroshílov y Yegórov (sentados).

El 7 de mayo de 1960, el Soviet Supremo aceptó la "solicitud de retiro" del mariscal Voroshílov, reemplazándolo por Leonid Brézhnev como presidente. A su vez, el Comité Central lo relevó de sus cargos como miembro del Presídium del C.C. (como era llamado desde 1952 el Politburó) el 16 de julio del mismo año. En 1961 su derrota política fue absoluta cuando fue excluido en la elección del Comité Central. Una historia curiosa rodea los últimos días de Voroshílov como presidente. Durante una reunión-almuerzo del C.C. todos los presentes lo ignoraron, permitiéndole darse cuenta de que todos sus colegas habían decidido despedirlo, lo que le permitió adelantarse a los hechos "retirándose" del almuerzo.
Con posterioridad a su caída, durante el gobierno de Brézhnev fue rehabilitado, pero solamente se le permitió ejercer cargos menores. Fue reelecto como miembro del C.C. en 1966, y se le otorgó por segunda vez la condecoración de "Héroe de la Unión Soviética" (1968). Murió en Moscú en 1969.